# Sainte-Marie (Quebec)
Sainte-Marie – miasto w Kanadzie, w prowincji Quebec.